# دبلیودبلیوئی الیمینیشن چیمبر
دبلیودبلیوئی الیمینیشن چیمبر (به انگلیسی: WWE Elimination Chamber) یک رویداد غیر رایگان (Pay-Per-View) در کشتی حرفه ای و شبکه دبلیودبلیوئی است که توسط کمپانی دبلیودبلیوئی، یک کمپانی کشتی حرفه‌ای مستقر در کانتیکت، تولید می شود. این رویداد نخستین بار در سال ۲۰۱۰ برگزار شد و جایگزین پی پر ویو نو وی آوت شد. مسابقه اصلی این رویداد، مسابقه ای با همین نام (الیمینیشن چیمبر) می باشد. تا قبل از تاسیس این رویداد، مسابقه الیمینیشن چیمبر در رویداد های دیگر مانند نو وی اوت برگزار می شد تا این که کمپانی دبلیودبلیوئی تصمیم گرفت یک رویداد غیر رایگان (Pay-Per-View) با همین نام تاسیس کند و از آن به بعد مسابقه الیمینیشن چمبر مسابقه اصلی این رویداد می باشد. 

## قوانین مسابقهٔ الیمینیشن چیمبر

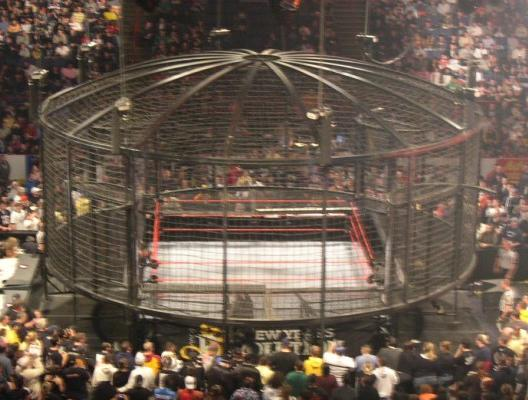
نمایی از قفس مسابقات الیمینیشن چیمبر

مسابقه الیمینیشن چیمبر یکی از مسابقات قدیمی کمپانی دبلیودبلیوئی می‌باشد و اولین بار در سروایور سریز (۲۰۰۲) برگزار شده‌است و قدمت بیشتری نسبت به خود پی پر ویو الیمینیشن چیمبر دارد. مسابقه المینیشن چیمبر با حضور ۶ کشتی‌گیر انجام می‌شود. دو ستاره که مسابقه را آغاز می‌کنند و ۴ ستاره دیگر هر کدام در قفس‌های کوچکی واقع در قفس دایره شکل مرکزی زندانی شدند. هر پنج دقیقه یک بار یکی از چهار کشتی‌گیر داخل قفس‌های کوچک (به صورت تصادفی) آزاد و وارد مسابقه می‌شوند. این جریان تا زمانی ادامه پیدا می‌کند که هر چهار کشتی‌گیر آزاد شوند و این بدان معناست یک مسابقه المیشن چمبر همیشه بیش از بیست دقیقه بطول می‌انجامد. مسابقه تا زمانی ادامه می‌یابد که کلیهٔ کشتی‌گیران این مسابقه از قفس حذف شوند که این امر با اجرای پین‌فال و تسلیم شدن چه داخل رینگ و چه روی بدنهٔ قفس آهنین امکان‌پذیر است (هرچند با شروع سال ۲۰۱۲، قانون پین و سابمیشن باید داخل رینگ انجام شوند). در این نوع مسابقه قانون رد صلاحین (DQ) وجود ندارد و کشتی‌گیران در استفاده از هر وسیله‌ای که از بیرون برسد مجاز هستند و شمارش خارج از رینگ هم در آن کاربردی ندارد. برندهٔ مسابقه آخرین کشتی‌گیر باقی‌مانده در رینگ می‌باشد درحالی که ۵ ستاره دیگر از اتاق حذف شده باشند.

## اطلاعات رویدادهای برگزار شده با این نام
| رویداد                 | تاریخ برگزاری | محل برگزاری           | مهم‌ترین مسابقه |
| ---------------------- | ------------- | --------------------- | --- |
| الیمینیشن چمبر (۲۰۱۰)  | ۲۱ فوریه ۲۰۱۰ | سنت لوئیس، میزوری     | کریس جریکو پیروز در مقابل آندرتیکر (قهرمان)، آر–تروث، جان موریسون، ری میستریو و سی‌ام پانک در یک مسابقهٔ الیمینیشن چیمبر برای قهرمانی کمربند سنگین وزن جهان دبلیودبلیوئی                 |
| الیمینیشن چمبر (۲۰۱۱)  | ۲۰ فوریه ۲۰۱۱ | اوکلند، کالیفرنیا     | جان سینا (برنده)، رندی اورتن، شیمس، سی‌ام پانک، جان موریسون و آر–تروث در یک مسابقهٔ الیمینیشن چیمبر برای کسب حق‌مبارزه با قهرمان دبلیو دبلیو ای در رسلمنیا ۲۷                             |
| المیشن چمبر (۲۰۱۲)     | ۱۹ فوریه ۲۰۱۲ | میلواکی، ویسکانسین    | جان سینا (برنده) در برابر کین در یک مسابقه آمبولانس |
| الیمینیشن چمبر (۲۰۱۳)  | ۱۷ فوریه ۲۰۱۳ | نیواورلئان، لوئیزیانا | راک (قهرمان) (برنده) دربرابر سی ام پانک (همراه با پول هیمن) برای کسب قهرمانی دبلیو دبلیو ای                                                                                            |
| الیمینیشن چمبر (۲۰۱۴)  | ۲۳ فوریه ۲۰۱۴ | مینیاپولیس، مینه‌سوتا  | رندی اورتون (قهرمان) پیروز در مقابل جان سینا، دنیل برایان، کریسشن، آنتونیو سزارو و شیمس در یک مسابقه الیمینیشن چیمبر برای قهرمانی کمربند سنگین وزن جهان (هر دو کمربند WWE و سنگین وزن) |
| الیمینیشن چیمبر (۲۰۱۵) | ۳۱ می ۲۰۱۵    | کورپس کریستی، تگزاس   | دین امبروز پیروز در مقابل ست رولینز (قهرمان) (با همراهی جیمی نوبل، جوی مرکوری و کین) برای قهرمانی کمربند سنگین وزن جهان                                                                |
| الیمینیشن چیمبر (۲۰۱۷) | ۱۲ فوریه ۲۰۱۷ | فینیکس، آریزونا       | بری وایت پیروز در مقابل ای جی استایلز، جان سینا (قهرمان)، د میز، دین امبروز و بارون کوربین در یک مسابقه الیمینیشن چیمبر برای قهرمانی کمربند دبلیودبلیوئی                               |
| الیمینیشن چیمبر (۲۰۱۸) | ۲۵ فوریه ۲۰۱۸ | پارادایس، نوادا       | رومن رینز پیروز در مقابل براون استرومن، ست رولینز، فین بلر، جان سینا، الایس و د میز در یک مسابقه الیمینیشن چمبر برای به دست حق مسابقه بر سر کمربند یونیورسال در رسلمانیا ۳۴            |
| الیمینیشن چمبر (۲۰۱۹)  | ۱۷ فوریه ۲۰۱۹ | هیوستون، تگزاس        | دنیل برایان (قهرمان) پیروز در مقابل ای جی استایلز، جف هاردی،کوفی کینگستون، رندی اورتون و ساموآ جو در یک مسابقه الیمینیشن چیمبر برای قهرمانی کمربند دبلیودبلیوئی                        |
| الیمینیشن چیمبر (۲۰۲۰) | ۸ مارس ۲۰۲۰   | فیلادلفیا، پنسیلوانیا | شینا بزلر پیروز در مقابل ناتالیا، لیو مورگان، آسوکا، روبی رایت و سارا لوگان با تسلیم فنی در یک مسابقه الیمینیشن چیمبر برای قهرمانی کمربند زنان راو دبلیودبلیوئی                        |
| الیمینیشن چیمبر (۲۰۲۱) | ۲۱ فوریه ۲۰۲۱ | سن پترزبورگ، فلوریدا  | د میز پیروز در مقابل درو مکینتایر (قهرمان) در یک مسابقه تک نفره برای قهرمانی کمربند دبلیودبلیوئی ( در این مسابقه د میز کیف مانی این د بنک خود را کش کرد)                               |
| الیمینیشن چیمبر (۲۰۲۲) | ۱۹ فوریه ۲۰۲۲ | جده، عربستان          | براک لزنر پیروز در مقابل بابی لشلی، سث رالینز، آستین تئوری، مت ریدل و ای. جی. استایلز در یک مسابقه الیمینیشن چیمبر برای قهرمانی کمربند دبلیودبلیوئی                                    |
| الیمینیشن چیمبر (۲۰۲۳) | ۱۸ فوریه ۲۰۲۳ | مونترال، کانادا       | رومن رینز (قهرمان) با (همراهی پاول هیمن) پیروز در مقابل سمی زین برای قهرمانی کمربند های یونیورسال و دبلیودبلیوئی                                                                       |